# Ludolph Friedrich von Wrisberg
Ludolph Friedrich von Wrisberg, eigentlich Ludolph von Wrisberg (* 12. November 1823 in Schwaan; † 9. November 1894 in Schwerin) war Jurist, Beamter und Mitglied des Deutschen Reichstags.

## Leben
Wrisberg besuchte das Friedrich-Franz-Gymnasium in Parchim und studierte Rechtswissenschaft und Nationalökonomie an den Universitäten in Heidelberg, Berlin und Rostock. Zuerst war er als Justiz- und Verwaltungsbeamter tätig und von 1856 bis 1859 Assessor im Finanzministerium. Von 1864 bis 1874 war er Erster Beamter des Domänialamtes Grevesmühlen, danach in Schwerin.
Von 1881 bis 1893 war er Mitglied des Deutschen Reichstages für den Reichstagswahlkreis Großherzogtum Mecklenburg-Schwerin 1 / Hagenow, Grevesmühlen und die Deutschkonservative Partei.